# Université de Versailles-Saint-Quentin-en-Yvelines
Université de Versailles-Saint-Quentin-en-Yvelines (Uniwersytet w Wersalu) – francuska uczelnia publiczna założona w 1991 roku, znajdująca się w Wersalu.

## Znani absolwenci
- Nicolas Tenoux (2004) – francuski pilot linii lotniczych, inżynier i kierownik ds. lotnictwa